# 2. československá fotbalová liga 1970/1971
V soubojích 39. ročníku druhé nejvyšší fotbalové soutěže – 2. československé fotbalové ligy 1970/71 – se utkalo 16 mužstev každý s každým dvoukolovým systémem podzim–jaro. Tento ročník začal ve středu 12. srpna 1970 a skončil v neděli 20. června 1971. Nejlepším střelcem soutěže byl s 22 góly Vladimír Poupa z SONP Kladno.

## Konečná tabulka
| Poř. | Tým                        | Z  | V  | R  | P  | VG | OG | B  |
| ---- | -------------------------- | -- | -- | -- | -- | -- | -- | -- |
| 1.   | TJ Zbrojovka Brno          | 30 | 20 | 6  | 4  | 54 | 18 | 46 |
| 2.   | TJ AC Nitra                | 30 | 16 | 9  | 5  | 43 | 12 | 41 |
| 3.   | TJ LIAZ Jablonec nad Nisou | 30 | 15 | 11 | 4  | 40 | 16 | 41 |
| 4.   | TJ Bohemians ČKD Praha (S) | 30 | 14 | 6  | 10 | 47 | 37 | 34 |
| 5.   | TJ SONP Kladno (S)         | 30 | 12 | 8  | 10 | 37 | 36 | 32 |
| 6.   | TJ Slovan Liberec (N)      | 30 | 11 | 8  | 11 | 28 | 29 | 30 |
| 7.   | TJ Zemplín Michalovce      | 30 | 12 | 5  | 13 | 32 | 38 | 28 |
| 8.   | TJ VŽKG Ostrava            | 30 | 10 | 8  | 12 | 30 | 28 | 28 |
| 9.   | ASVŠ Dukla Banská Bystrica | 30 | 11 | 6  | 13 | 44 | 43 | 28 |
| 10.  | TJ Považská Bystrica       | 30 | 11 | 6  | 13 | 30 | 36 | 28 |
| 11.  | TJ Spartak Hradec Králové  | 30 | 10 | 7  | 13 | 29 | 38 | 27 |
| 12.  | TJ Spartak Ústí nad Labem  | 30 | 9  | 7  | 14 | 28 | 47 | 25 |
| 13.  | TJ Partizán Bardejov       | 30 | 9  | 6  | 15 | 38 | 39 | 24 |
| 14.  | TJ VTŽ Chomutov (N)        | 30 | 9  | 6  | 15 | 32 | 55 | 24 |
| 15.  | TJ Sparta ČKD Praha „B“    | 30 | 6  | 10 | 14 | 21 | 38 | 22 |
| 16.  | VTJ Dukla Tábor            | 30 | 8  | 5  | 17 | 31 | 49 | 21 |

Poznámky:
- Z = Odehrané zápasy; V = Vítězství; R = Remízy; P = Prohry; VG = Vstřelené góly; OG = Obdržené góly; B = Body; (N) = Nováček (postoupivší z nižší soutěže); (S) = Sestoupivší z vyšší soutěže

|  | Postup do I. čs. fotbalové ligy 1971/72 |
|  | Sestup do III. – sk. A 1971/72          |
|  | Sestup do III. – sk. B 1971/72          |

## Soupisky mužstev

### TJ Zbrojovka Brno
Viliam Padúch (29/0),
František Poulík (1/0) –
Zdeněk Konečný (7/1),
Jan Kopenec (29/3),
Vítězslav Kotásek (21/4),
Rudolf Krška (25/0),
Miloslav Kukla (28/14),
Karel Lichtnégl (20/0),
Václav Lunda (7/0),
Ľudovít Mikloš (30/11),
Ján Popluhár (29/3),
Josef Pospíšil (30/1),
Milan Sokol (29/1),
Bedřich Soukal (29/5),
Jiří Sýkora (24/10),
Miloš Tolar (5/0),
Miroslav Vítů (30/0) –
trenér Zdeněk Hajský